# 1,4-Pentadiène
Le 1,4-pendadiène est un composé chimique de formule CH2=CH–CH2–CH=CH2. C'est un diène aliphatique qui se présente sous la forme d'un liquide incolore très volatil et très inflammable très peu soluble dans l'eau. Le pipérylène CH2=CH–CH=CH–CH3 en est un isomère. 
Le 1,4-pentadiène peut être obtenu par décomposition du diacétate de 1,5-pentanediol ou par réaction de l'α-allyl-β-bromoéthyl-éthyl-éther en présence de zinc et de chlorure de zinc ZnCl2 avec le 1-butanol C4H9OH.
Le 1,4-pentadiène peut être utilisé pour obtenir des composés tels que le 2,3-dichloropentane et le poly-1,4-pentadiène.